# Playa de Los Ladrillos
La playa de Los Ladrillos se encontraba situada en la ciudad de Algeciras (provincia de Cádiz), España, hasta que fue absorbida por el crecimiento del puerto de la ciudad. Esta playa fue una de las más populares hasta finales de los años setenta en la ciudad debido a su cercanía con el casco histórico, que la hacía preferible a la playa de El Rinconcillo. Se continuaba al norte con la playa del Barranco, hoy también desaparecida.
Su nombre parece derivar de la presencia de multitud de restos cerámicos de ladrillos, fruto de varios tejares de la zona. A veces era denominada playa de El Mirador, nombre alternativo de la zona y que más tarde adoptaría un estadio de fútbol que se construyó junto a ella, aunque su nombre oficial era Los Baños del Carmen.
Hoy en día ha sido transformada en un paseo marítimo que comunica el centro de la ciudad con la barriada de San José Artesano y El Rinconcillo, a través de la antigua carretera al cementerio; este paseo es continuación de la zona portuaria del Llano Amarillo y del Paseo Cornisa, dos de las principales zona de esparcimiento del norte de la ciudad. Junto a la antigua playa también se encuentra un popular centro comercial y diversos establecimientos de ocio.